# Jacob Wackernagel
Jacob Wackernagel (11 décembre 1853 - 22 mai 1938) est un linguiste suisse, indo-européaniste et spécialiste du sanskrit.

## Biographie
Jacob Wackernagel est né le 11 décembre 1853 à Bâle de Wilhelm Wackernagel, professeur de langue et littérature allemandes à Bâle, et de sa seconde épouse, Maria Salome Sarasin. Il doit son nom à son parrain, Jacob Grimm des frères Grimm. Le père de Jacob meurt quand il a seize ans.
Wackernagel étudie la philologie classique et germanique ainsi que l'histoire à Bâle (1871-1872), Göttingen (1872-1874) et Leipzig (1874-1875) ; il commence un doctorat à Bâle en 1875, rédigeant sa thèse sur « les débuts de l'étude de la 'pathologie' (dans un sens, une étude rudimentaire des sons de la parole) chez les grammairiens grecs ». Il soutient cette thèse en 1876, parmi ses examinateurs se trouvent Nietzsche et Heyne. Wackernagel étudie ensuite pendant une courte période à Oxford, puis commence à donner des conférences en tant que Privatdozent à Bâle au cours du semestre d'hiver 1876-1877. En 1879, à l'âge de 26 ans, il succède à Friedrich Nietzsche comme professeur de grec.
Il épouse Maria Stehlin, avec qui il a huit enfants, en 1886. Deux de leurs fils, Jakob et Hans Georg, deviennent professeurs à Bâle.
En 1902, il se voit offrir une chaire de philologie comparée à l'Université de Göttingen et en est le vice-recteur en 1912/13, mais en raison de la Première Guerre mondiale, il retourne à Bâle en 1915. À Bâle, il est rapidement nommé à la chaire de linguistique et de philologie classique, poste qu'il occupe jusqu'à sa retraite en 1936. Il enseigne pendant soixante ans. En 1918-1919, il devient brièvement recteur de l'université ; il avait déjà occupé ce poste en 1890. Wackernagel décède le 22 mai 1938 à son domicile à Bâle.

## Travaux
L'œuvre majeure de Wackernagel est l'Altindische Grammatik, une grammaire complète du sanskrit.
Il est surtout connu parmi les linguistes et philologues modernes pour avoir formulé la loi de Wackernagel, concernant le placement des mots non accentués (particules phrastiques enclitiques) en deuxième position syntaxique dans les clauses indo-européennes (Wackernagel 1892).
Une autre loi qui porte son nom (Wackernagel 1889) est la loi de Wackernagel sur l'allongement (Dehnungsgesetz en allemand), parfois aussi connue sous le nom de loi de l'allongement dans la composition (Regelung der Dehnung in der Zusammensetzung,,) : dans certains mots composés en grec, le premier composant se termine par une voyelle et le second composant commence par une voyelle ; lorsqu'aucune des voyelles n'est haute , la première voyelle est élidée sans effet et la seconde est remplacée par son homologue longue.

## Cours sur la syntaxe
Wackernagel donne deux cours en 1918-1919, alors qu'il est recteur, sur « les éléments de syntaxe avec une référence particulière au grec, au latin et au germanique ». Les notes de cours sont prises par deux de ses étudiants. La « première série » de conférences est publiée en 1920, elle contient des thèmes sur « le nombre, la voix, le temps, le mode et les formes non finies du verbe ». Le livre a du succès et en 1924 est publiée la « deuxième série » « sur le genre, les noms et les adjectifs, les pronoms, l'article, les prépositions et la négation ». La deuxième édition est publiée en 1926 et 1928. Le livre est traduit en anglais par David Langslow en 2009. Andreas Willi, de l'Université d'Oxford, loue à la fois le travail de Wackernagel et la traduction de Langslow.